# Дре (Кот-д’Ор)
Дре (фр. Drée) — коммуна во Франции, находится в регионе Бургундия. Департамент коммуны — Кот-д’Ор. Входит в состав кантона Сомбернон. Округ коммуны — Дижон.
Код INSEE коммуны — 21234.

## Население
Население коммуны на 2010 год составляло 54 человека.
| 1962 | 1968 | 1975 | 1982 | 1990 | 1999 | 2010 |
| ---- | ---- | ---- | ---- | ---- | ---- | ---- |
| 27   | 23   | 25   | 41   | 52   | 31   | 54   |

## Экономика
В 2010 году среди 34 человек трудоспособного возраста (15—64 лет) 28 были экономически активными, 6 — неактивными (показатель активности — 82,4 %, в 1999 году было 81,8 %). Из 28 активных жителей работали 24 человека (15 мужчин и 9 женщин), безработных было 4 (1 мужчина и 3 женщины). Среди 6 неактивных 3 человека были учениками или студентами, 2 — пенсионерами, 1 был неактивным по другим причинам.